# 935 до н. е.

## Події
- В Ассирії помер цар Тіглатпаласар II. Новим царем став його син Ашшур-дан II.

### Астрономічні явища
- 3 березня. Часткове сонячне затемнення.[1]
- 24 вересня. Часткове сонячне затемнення.[1]

## Померли
- Тіглатпаласар II, цар Асирії